# Old Harrovians
Als Old Harrovians bezeichnet man die ehemaligen Schüler der englischen Public School Harrow.
Bekannte ehemalige Schüler der Harrow School sind unter anderem:

## Angehörige von Königshäusern und Könige
- Scheich Tamim bin Hamad Al Thani, Emir von Katar
- König Faisal II. des Irak
- Prinz Hamzah bin Al Hussein von Jordanien
- Prinz Hassan bin Al Talal von Jordanien
- König Hussein von Jordanien

## Premierminister
- Stanley Baldwin, 1. Earl Baldwin of Bewdley, Conservative Party
- Sir Winston Churchill, Conservative Party
- George Hamilton-Gordon, 4. Earl of Aberdeen, Conservative Party
- Jawaharlal Nehru, erster Premierminister Indiens
- Sir Robert Peel, Conservative Party
- Spencer Perceval, Conservative Party
- Frederick John Robinson, 1. Viscount Goderich, Conservative Party
- Henry John Temple, 3. Viscount Palmerston, Whig (Liberal Party)

## Sonstige Politiker
- Sir John Milne Barbour, Finanzminister Nordirlands
- Sir Thomas Buxton, Gouverneur von South Australia
- Charles Augustus Fitzroy, Gouverneur von New South Wales
- Gerald Gardiner, Baron Gardiner, Lordkanzler
- Robert Cunninghame Graham, Mitgründer der Scottish National Party
- Sir Jeremy Greenstock, Botschafter Großbritanniens bei den United Nations (UN)
- Charles Hardinge, 1. Baron Hardinge of Penshurst, Vizekönig von Indien
- Sir Stanley Jackson, Vorsitzender der Konservativen Partei Großbritanniens
- Robert Bulwer-Lytton, 1. Earl of Lytton, Vizekönig von Indien
- William Plunket, 5. Baron Plunket, Gouverneur von Neuseeland
- Vere Ponsonby, 9. Earl of Bessborough, Generalgouverneur von Kanada
- John Dickson-Poynder, 1. Baron Islington, Gouverneur von Neuseeland
- John Profumo, 5. Baron Profumo, bekannt für die Profumo-Affäre
- Francis Rawdon-Hastings, 1. Marquess of Hastings, Generalgouverneur von Indien
- Percy Smythe, 6. Viscount Strangford, irischer Botschafter in Portugal, Schweden, Türkei und Russland

## Militärs
- Harold Alexander, 1. Earl Alexander of Tunis, britischer Feldmarschall, Generalgouverneur Kanadas und britischer Verteidigungsminister
- James Brudenell, 7. Earl of Cardigan, britischer General und Anführer der berühmt gewordene Attacke der Leichten Brigade im Krimkrieg.
- John Vereker, 6. Viscount Gort, britischer Feldmarschall, Gouverneur von Gibraltar und Malta und Hochkommissar für Palästina und Transjordanien

## Kirchliche Würdenträger
- Randall Thomas Davidson, Erzbischof von Canterbury
- Henry Edward Manning, Kardinal, Erzbischof von Westminster
- Henry Hutchinson Montgomery, anglikanischer Bischof von Tasmanien und Vater von Field Marshal Archibald Montgomery Massingberd
- John Ronald Angus Stroyan, anglikanischer Bischof von Warwick

## Schriftsteller und Journalisten
- Bernard Bosanquet, Philosoph
- Arthur Bryant, Historiker
- George Gordon Byron, 6. Baron Byron, Dichter bekannt als Lord Byron
- Charles Stuart Calverley, Dichter
- Wilfred Rowland Childe, Dichter
- Richard Curtis, Drehbuchautor und Regisseur
- Alain de Botton, Schriftsteller
- Julian Charles Fane, Schriftsteller
- John Galsworthy, Schriftsteller und Nobelpreisträger
- Augustus Hare, Schriftsteller
- L. P. Hartley, Schriftsteller
- Theodore Hook, Schriftsteller
- Gervase Jackson-Stops, Kunsthistoriker
- Sir Arnold Lunn, Schriftsteller
- E. H. W. Meyerstein Schriftsteller
- Simon Sebag-Montefiore, Historiker
- Sir John Mortimer, Schriftsteller
- John Thomas Perceval, Schriftsteller
- Jason Pontin, Verleger
- Bryan Procter, alias „Barry Cornwall“ Freund von Keats
- Sir Terence Rattigan, Dramatiker
- Richard Brinsley Sheridan, Dramatiker
- William Sotheby, Dichter und Übersetzer
- John Addington Symonds, Dichter und Literaturkritiker
- G. M. Trevelyan, Historiker
- R.C. Trevelyan, Dichter
- Anthony Trollope, Dichter
- Francis Wheen, Schriftsteller und Journalist
- Dornford Yates (Cecil William Mercer), Schriftsteller

## Bildende Künstler
- Hercules Brabazon Brabazon, Künstler
- Patrick Anson, 5. Earl of Lichfield, Fotograf
- Sir Cecil Beaton, Fotograf und Kostumbildner
- Alex Chamberlin, Künstler
- Damian Elwes, Künstler
- Simon Fujiwara, Künstler
- Spencer Gore, Künstler
- Sir Francis Grant, Künstler und Präsident der Royal Academy
- Nicholas Hely Hutchinson, Künstler
- Eliot Hodgkin, Künstler
- Jamie Lumley, Fotograf
- Victor Pasmore, Künstler
- Lincoln Seligman, Künstler
- Geoffrey Adam Shakerley, Fotograf
- William Fox Talbot, Fotograf

## Schauspieler und Regisseure
- Max Benitz, Schauspieler
- Timothy Bentinck, 12. Earl of Portland, Schauspieler
- Adrian Brunel, Regisseur
- James Callis, Schauspieler
- Peter Cellier, Schauspieler
- Benedict Cumberbatch, Schauspieler
- Michael Denison, Schauspieler
- James Dreyfus, Schauspieler
- Sir Gerald du Maurier, Theaterintendant, Bühnen- und Filmschauspieler
- Cassian Elwes, Filmproduzent
- Cary Elwes, Schauspieler, Filmproduzent und Drehbuchautor
- Edward Fox, Schauspieler
- James Fox, Schauspieler
- Laurence Fox, Film- und Theaterschauspieler und Sänger
- Robert Fox, Filmproduzent
- Nicholas Frankau, Schauspieler
- Lorcan O’Toole, Schauspieler

## Musiker
- Chris Blackwell, Gründer von Island Records
- James Blunt, Sänger
- Mike d’Abo, Sänger von Manfred Mann
- Simon Toulson-Clarke, von Red Box
- James Keen, Sänger von Magazine Gap
- Dan Marshall, Grime/Hip-Hop Dichter
- Ian Parrott, Komponist
- Sandy Wilson, Komponist

## Wissenschaftler
- Francis Maitland Balfour, Professor an der Universität Cambridge
- Sir Joseph Banks, Botaniker und Teilnehmer der ersten Weltreise von James Cook
- Sir Gavin de Beer, englischer Zoologe und Morphologie (Biologie)
- Sir Arthur Evans, Archäologe
- Aubrey de Grey, Mitbegründer der SENS Foundation
- Sinclair Hood, Klassischer Archäologe
- John G. Hurst, Archäologe
- Henry Bence Jones, Vertreter der Klinischen Chemie und Arzt
- Zain Khawaja, Chemiker
- Thomas Henry Manning, Arktischer Zoologe
- St. George Jackson Mivart, Biologe
- Nicholas Patrick, NASA Astronaut
- Arthur Cecil Pigou, Wirtschaftswissenschaftler
- Charles Rothschild, Entomologe
- Victor Rothschild, britischer Biologe
- William Spottiswoode, Präsident der Royal Society
- John William Strutt, 3. Baron Rayleigh, Physiker und Nobelpreisträger
- William Fox Talbot, Pionier der Fotografie

## Sportler
- C. W. Alcock, Gründer des FA Cup
- Guy Butler, olympischer Goldmedaillengewinner
- Spencer Gore, Tennisspieler, Erster Wimbledon-Champion
- Douglas Robert Hadow, starb bei der Erstbesteigung des Matterhorn
- Patrick Francis Hadow, Tennisspieler, Wimbledon-Champion
- Sir William Hart Dyke, Racquets-Weltmeister 1862
- Douglas Lowe, olympischer Goldmedaillengewinner
- Reginald de Courtenay Welch, Fußballnationalspieler

## Unternehmer
- Thomas Baring von Barings Bank
- Walter Cunliffe, 1. Baron Cunliffe, 'Governor' der Bank of England
- John Saunders Gilliat, 'Governor' der Bank of England
- Gerald Grosvenor, 6. Duke of Westminster, Immobilienunternehmer
- Patrick Douglas Hadow, früher Vorsitzender von P&O
- Julian Metcalfe, Gründer von Pret a Manger
- Nicky Oppenheimer, südafrikanischer Vorsitzender von De Beers
- Henry Yates Thompson, Zeitungsbesitzer

## Sonstige ehemalige Schüler
- John Moore-Brabazon, 1. Baron Brabazon of Tara, Flugpionier
- John Robert Godley, Gründer von Canterbury
- J. Bruce Ismay, Direktor der White Star Line
- Richard Meinertzhagen, britischer Offizier und Ornithologe
- Richard Gilbert Scott, Architekt
- Albert Spencer, 7. Earl Spencer, Großvater von Diana, Princess of Wales
- Mark Thatcher, Sohn der früheren britischen Premierministerin Baronin Margaret Thatcher
- Philip Vincent, Motorrad-Designer und -Produzent, Gründer von Vincent Motorcycles